# Aphaenogaster poultoni
Aphaenogaster poultoni é uma espécie de inseto do gênero Aphaenogaster, pertencente à família Formicidae.